# Käthe Kruse

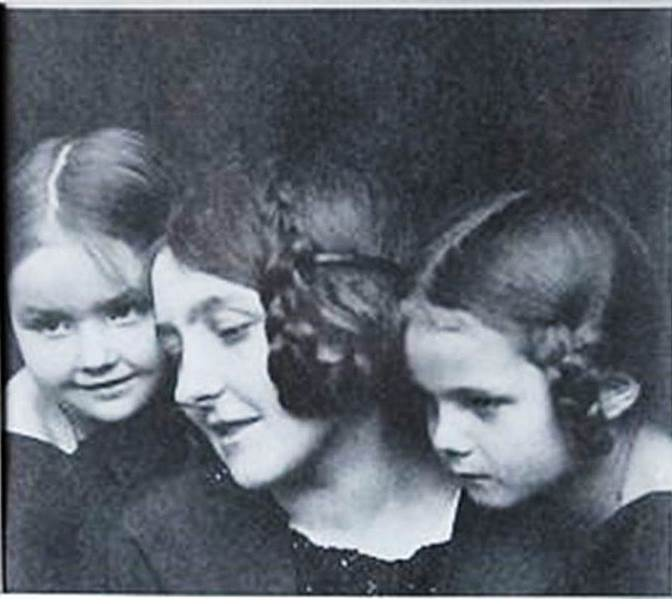
Käthe Kruse z dwoma córkami

Käthe Kruse z domu Katharina Simon (ur. 17 września 1883 w Dąbrowie, zm. 19 lipca 1968 w Murnau am Staffelsee) – niemiecka aktorka teatralna i założycielka fabryki lalek.

## Życiorys
Do piętnastego roku życia wychowywała się we Wrocławiu, a następnie została aktorką. Od 1900 r. występowała w berlińskim Lessingtheater jako Hedda Somin. Brała udział w sztukach wystawianych w różnych rejonach Niemiec i za granicą, m.in. w Warszawie. Z zawodu musiała zrezygnować, gdy zaszła w nieślubną ciążę ze znacznie od siebie starszym rzeźbiarzem Maxem Kruse).
Wkrótce przeprowadziła się do Szwajcarii, gdzie pod koniec 1905 r. wykonała własnoręcznie lalkę dla swego dziecka. Na bazie tego doświadczenia otworzyła w 1909 r. w Berlinie zakład lalkarski. Lalki Kruse sprzedawały się bardzo dobrze, w 1913 r. uzyskały główną nagrodę na wystawie we Wrocławiu. Część produkcji eksportowała za granicę. W międzyczasie przeprowadziła się do Bad Kösen, a kiedy miasto to znalazło się w składzie Niemieckiej Republiki Demokratycznej, wyjechała stamtąd i zamieszkała w zachodnich Niemczech, gdzie założyła dwa oddziały swojej fabryki: w bawarskim Donauwörth oraz w dolnosaksońskim Bad Pyrmont. Lalki produkowane przez jej firmę zdobyły ogólnoświatową renomę.